# Fischingen (Thurgovie)
Pour les articles homonymes, voir Fischingen.
Fischingen est une commune suisse du canton de Thurgovie, réputée pour son abbaye et son église baroque.

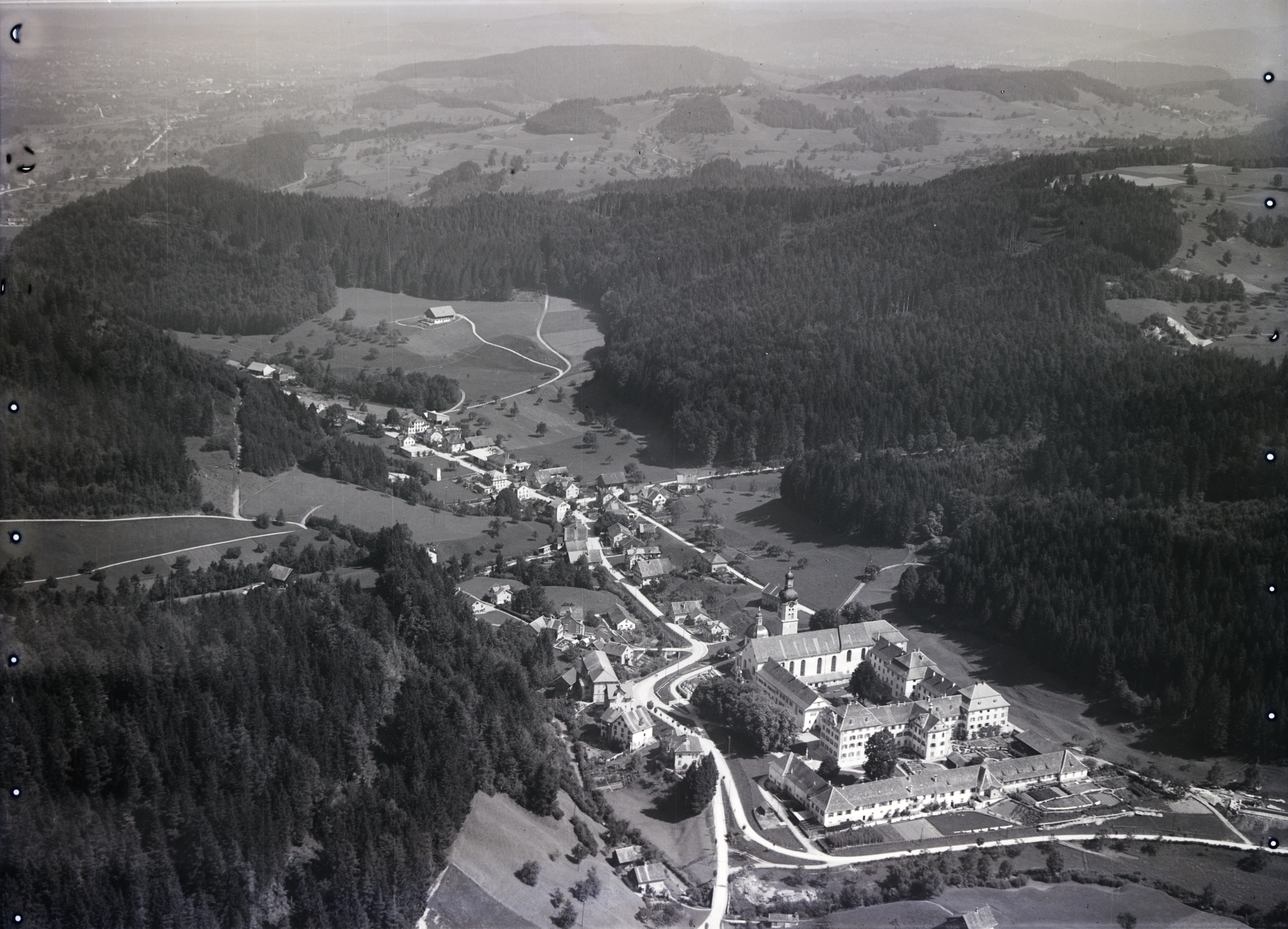
Photo aérienne prise à 500 m par Walter Mittelholzer (1934).